# Arika
Arika (株式会社アリカ, Kabushiki gaisha Arika) é uma desenvolvedora e editora japonesa de videogames. Foi formada em 1995 por ex-funcionários da Capcom, originalmente como ARMtech K.K, mais tarde chamada Arika. O nome da empresa é o reverso do nome do fundador da empresa, Akira Nishitani, que junto com Akira Yasuda, criou Street Fighter II. O primeiro jogo de Arika foi Street Fighter EX. Ele foi bem sucedido e foi seguido com duas atualizações (Street Fighter EX + e EX + α), e são duas sequências Street Fighter EX2 e Street Fighter EX3. Em 2018, eles lançaram um sucessor espiritual para Street Fighter EX e Fighting Layer (publicado pela Namco), intitulado Fighting EX Layer. De 2019 a 2021, Arika colaborou com a Nintendo para criar os jogos battle royale Tetris 99, Super Mario Bros. 35 e com a Bandai Namco para Pac-Man 99. Arika também é conhecida pela série Tetris: The Grand Master, a série do Dr. Mario e a série Endless Ocean.

## Jogos
| Ano  | Título                                       | Plataforma                     |
| ---- | -------------------------------------------- | ------------------------------ |
| 1996 | Street Fighter EX                            | Arcade                         |
| 1997 | Street Fighter EX Plus                       | Arcade                         |
| 1997 | Street Fighter EX Plus α                     | PlayStation                    |
| 1998 | Street Fighter EX2                           | Arcade                         |
| 1998 | Tetris: The Grand Master                     | Arcade                         |
| 1998 | Fighting Layer                               | Arcade                         |
| 1999 | Street Fighter EX2 Plus                      | Arcade, PlayStation            |
| 2000 | Street Fighter EX3                           | PlayStation 2                  |
| 2000 | Tetris: The Grand Master 2 – The Absolute    | Arcade                         |
| 2000 | Tetris with Cardcaptor Sakura Eternal Heart  | PlayStation                    |
| 2001 | Everblue                                     | PlayStation 2                  |
| 2001 | Technictix                                   | PlayStation 2                  |
| 2002 | Technicbeat                                  | Arcade, PlayStation 2          |
| 2002 | Everblue 2                                   | PlayStation 2                  |
| 2003 | DoDonPachi DaiOuJou                          | PlayStation 2                  |
| 2003 | Mega Man Network Transmission                | Nintendo GameCube              |
| 2004 | The Nightmare of Druaga: Fushigi no Dungeon  | PlayStation 2                  |
| 2005 | Tetris: The Grand Master 3 – Terror Instinct | Arcade                         |
| 2005 | Super Dragon Ball Z                          | Arcade, PlayStation 2          |
| 2005 | Tetris: The Grand Master Ace                 | Xbox 360                       |
| 2007 | Endless Ocean                                | Wii                            |
| 2008 | Dr. Mario Online Rx                          | Wii                            |
| 2008 | Dr. Mario Express                            | Nintendo DSi                   |
| 2009 | Jewelry Master Twinkle                       | Xbox 360                       |
| 2009 | Metal Torrent                                | Nintendo DSi                   |
| 2009 | Endless Ocean 2: Adventures of the Deep      | Wii                            |
| 2010 | Jewelry Master Twinkle Light                 | Xbox 360                       |
| 2011 | Bust-a-Move Universe                         | Nintendo 3DS                   |
| 2011 | AR Games                                     | Nintendo 3DS                   |
| 2011 | 3D Classics Excitebike                       | Nintendo 3DS                   |
| 2011 | 3D Classics Xevious                          | Nintendo 3DS                   |
| 2011 | 3D Classics Urban Champion                   | Nintendo 3DS                   |
| 2011 | 3D Classics TwinBee                          | Nintendo 3DS                   |
| 2011 | 3D Classics Kirby's Adventure                | Nintendo 3DS                   |
| 2012 | 3D Classics Kid Icarus                       | Nintendo 3DS                   |
| 2012 | Tekken 3D: Prime Edition                     | Nintendo 3DS                   |
| 2013 | Teddy Together                               | Nintendo 3DS                   |
| 2013 | Dr. Luigi                                    | Wii U                          |
| 2015 | Dr. Mario: Miracle Cure                      | Nintendo 3DS                   |
| 2018 | Fighting EX Layer                            | Arcade, Windows, PlayStation 4 |
| 2019 | Tetris 99                                    | Nintendo Switch                |